# Casper Nielsen
 Der er flere personer med dette navn, se Casper Nielsen (flertydig).
Casper Nielsen (født 29. april 1994) er en dansk fodboldspiller, der spiller for den belgiske Jupiler Pro League klub Standard Liège. Han har tidligere spillet i den danske superligaklub Odense Boldklub.
Han er søn af den tidligere EfB-spiller Henrik "Ismand" Nielsen. Han har spillet på de forskellige u-landshold. I 2014 scorede han et mål for EfB, hvor han efterfølgende også vandt prisen årets mål i EfB. Sidenhen har han spillet mange kampe for EFB, hvor han har været med til at gøre en stor positiv forskel i det offensive. I Caspers karriere har han spillet i Europa League og var med til at vinde DBU Pokalen i 2013. 

## Karriere

### Saint Union Saint-Gilloise
I sommeren 2019 bliver Casper Nielsen solgt til Saint Union Saint-Gilloise, der på daværende tidspunkt spiller i den næstbedste belgiske række. I 2020/2021 sæsonen formår Casper Nielsen sammen med resten af Saint Union Saint-Gilloise at rykke op i den bedste række i Belgien, Jupiler Pro League, efter sidst at havde været der i 1972. I Saint Union Saint-Gilloise første sæson i Belgiens bedste række efter oprykningen, gjorde Casper Nielsen en foryngende præstation, der var med til at Saint Union Saint-Gilloise kæmpede med om mesterskaberne i den bedste række. Saint Union Saint-Gilloise havde en tæt mesterskabskamp, hvor de førte i store dele af sæsonen, men måtte se slået af Club Brugge, der overhalede dem i sidste halvdel af mesterskabs-playoff. Dermed endte Saint Union Saint-Gilloise på en flot 2. plads i Jupiler Pro League 2021/2022, som Casper Nielsen spillede en stor rolle til.

### Club Brugge
I sommeren 2022 skiftede Casper Nielsen fra Saint Union Saint-Gilloise til Club Brugge.       

### Landshold
20. marts 2022 blev Casper Nielsen udtaget til A-landsholdet for første gang. 